# クタンス水路橋
クタンス水路橋 （クタンスすいろきょう）(仏：Aqueduc de Coutances) は、フランス、ノルマンディー地域圏のマンシュ県にあるアーチ構造の水路橋。13世紀から14世紀にかけて、クタンスのドミニコ会修道院と市街地への給水目的で建設された。
この橋は17世紀まで使用されたが、現在は廃墟となっており、残存している3つのアーチ部分は1840年にフランスの歴史的記念物に指定されている。

## 歴史
18世紀の研究者、ルイ・フランソワ・ド・フォンテーヌ と、シャルル・ド・ジェルヴィルによると、この橋は最初ガロ・ローマ時代の皇帝、コンスタンティウス・クロルスの指示によって296年に建造されたが、866年のヴァイキング襲撃によって破壊されたとしている。しかし、この仮説を裏づける証拠は残っていない。現在観られる橋は古いアングロノルマン系のペネル総督の主導によって建造されたとしている。フィリップ3世の詔書によると、レクランデリーの湧水から汲み上げた水をブリュイザール渓谷を経てドミニコ会修道院と市街地に運ぶための橋の建設が1277年に定められた。16世紀にクタンス教区のロベール・セノー司教は著書『ガリアの歴史』のなかで以下のように書いている。
これらのアーチのうち5個所は半円形アーチで、11個所は尖頭アーチとなっている。この橋はおそらくサイフォンの原理を利用しており、給水管を通った水は海抜125メートルから53メートルまで下り、ふたたび92メートルまで昇る。給水先のドミニコ会修道院はユグノーによって焼かれたが、1313年と1566年に修復されている。橋は17世紀まで使用されたが、年月の経過とともに著しく荒廃が進んだ。作家のアドルフ・ジョアンは、1867年に橋の16あるアーチのうち11のアーチが破壊され、市街地側から2番目のアーチには1595年と刻まれていると述べた。現在、クタンス水路橋は3つのアーチ部分のみが残存している。

## 保護運動
クタンス水路橋はフランスの歴史的記念物として1840年に保護された歴史的記念物に指定された。1939年8月10日の法令で道路と水路橋の間と橋沿いの幅25メートルの帯状区域が追加指定された。

## 橋の構造
以下、橋の構造を図解する。凡例を参照。長さの単位はトワーズで、1トワーズは約1.949メートルである。
| 1. 市街側の第1の門 2. 第2の門 3. 第3の門 4. 間道 5. 土地の分離溝 6. 西側の石 7. 橋脚と隣接する柱の平面図 8. 崩落したひとつの門に隣接する柱の正面図 9. 隣接する柱 10. 門の立面・側面・断面 | 1. 水路橋の下に給水管を設置するための部位とくぼみ 2. 給水管が開いた時に排水するための側溝（開いたものか破損したものかは不明） 3. 欄干の外観 4. 石。西側の6番目と7番目のアーチの間の柱は喪失 5. 側面から見た隣接した柱 6. 尖頭アーチ 7. 半円アーチ 8. リンゴの木が植えられた土地 9. 牧草地と深い渓谷 |

## ギャラリー

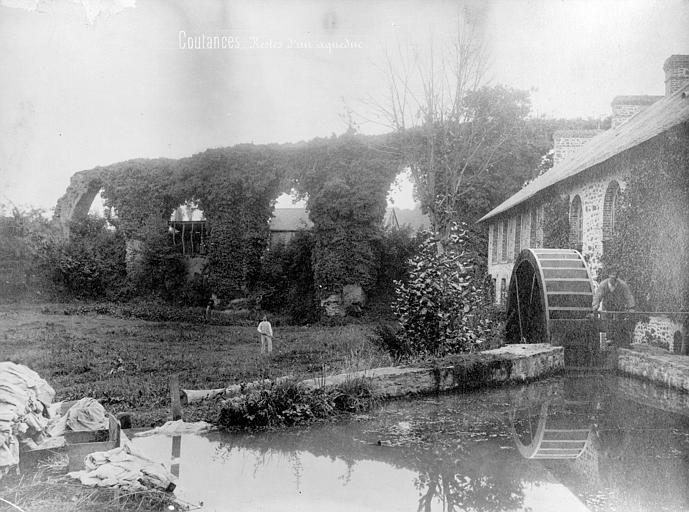
1905年以前の古写真
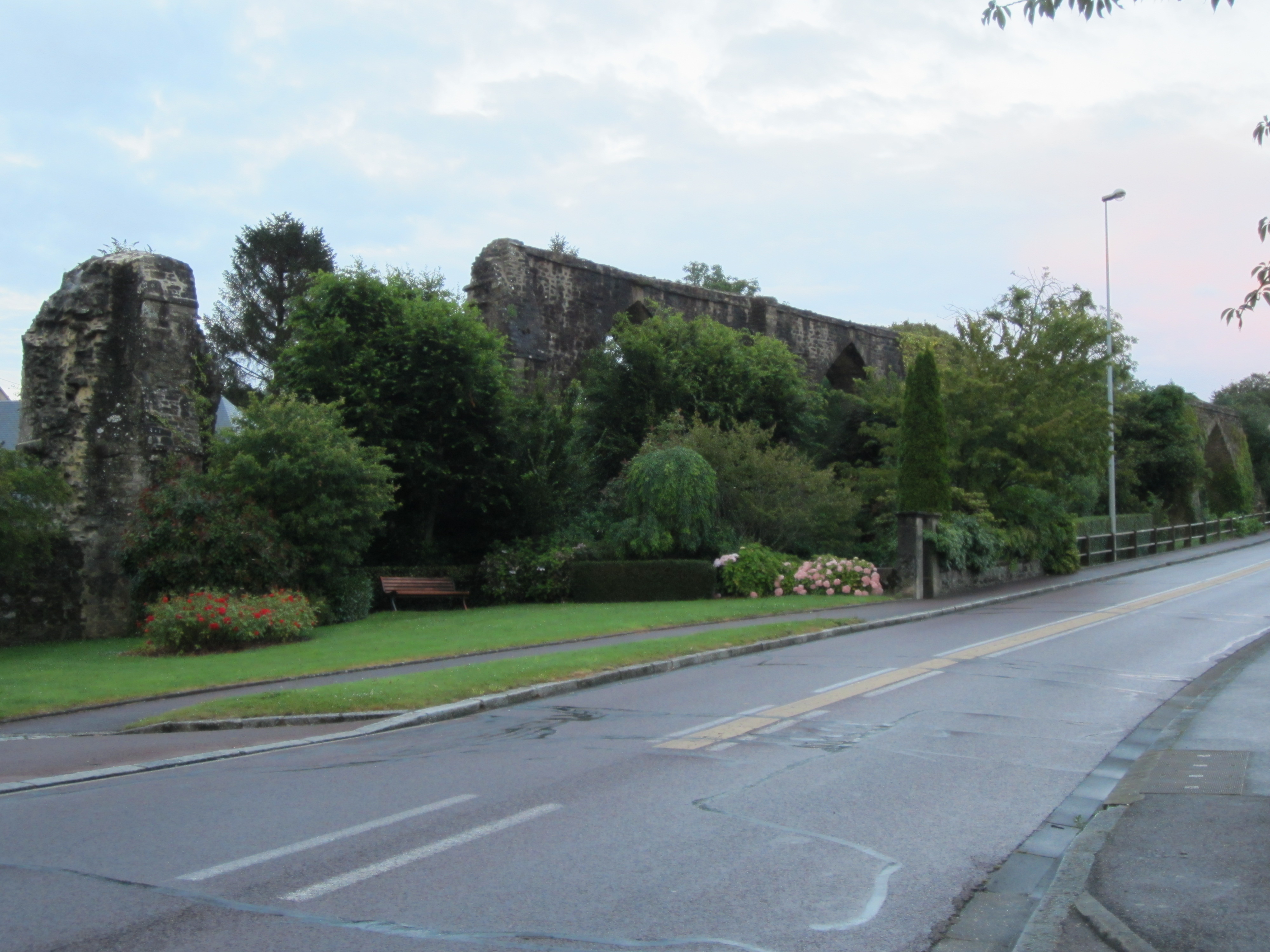
南のサン＝マロ通り（フランス語版）2012年撮影

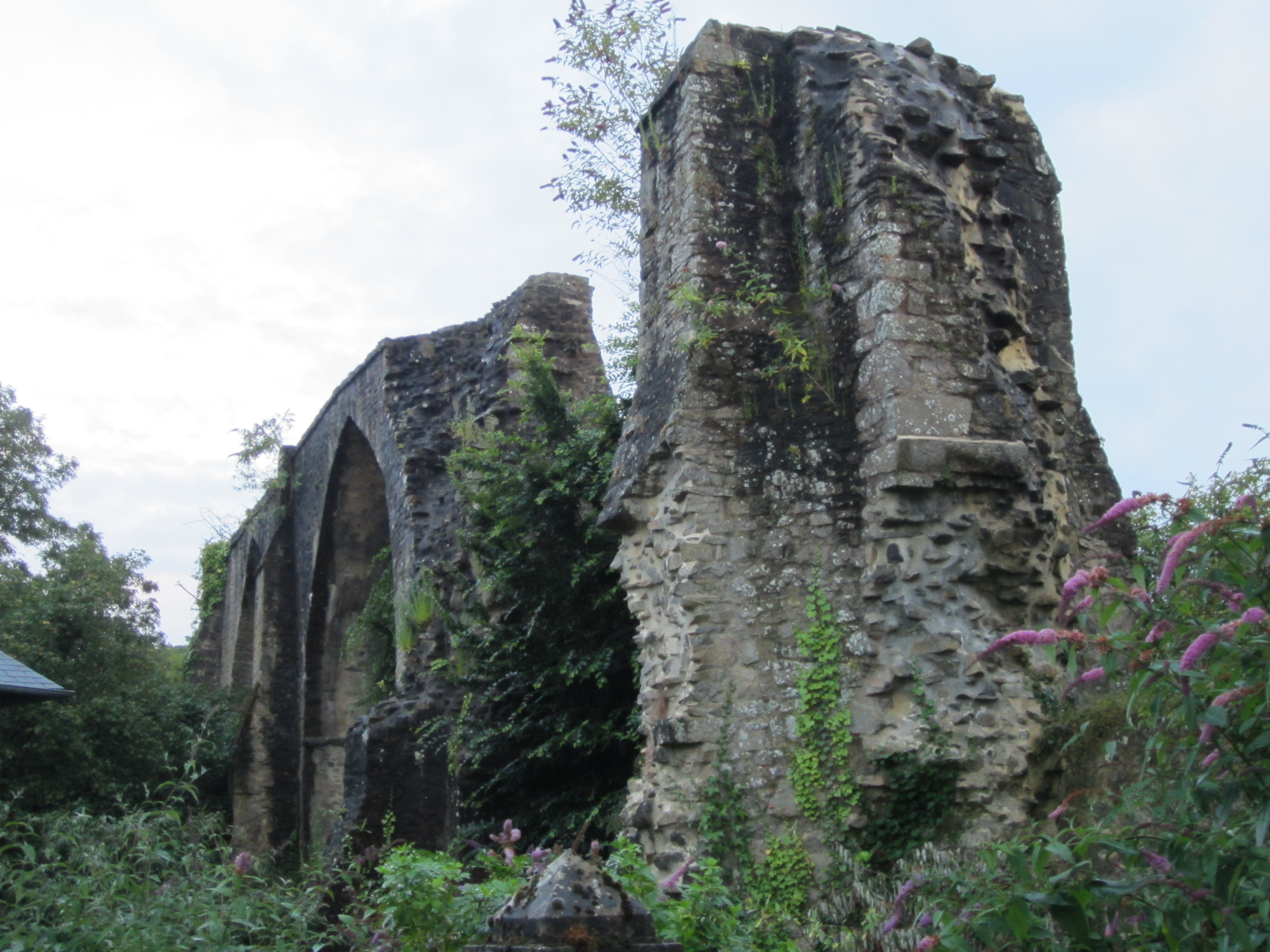
南側
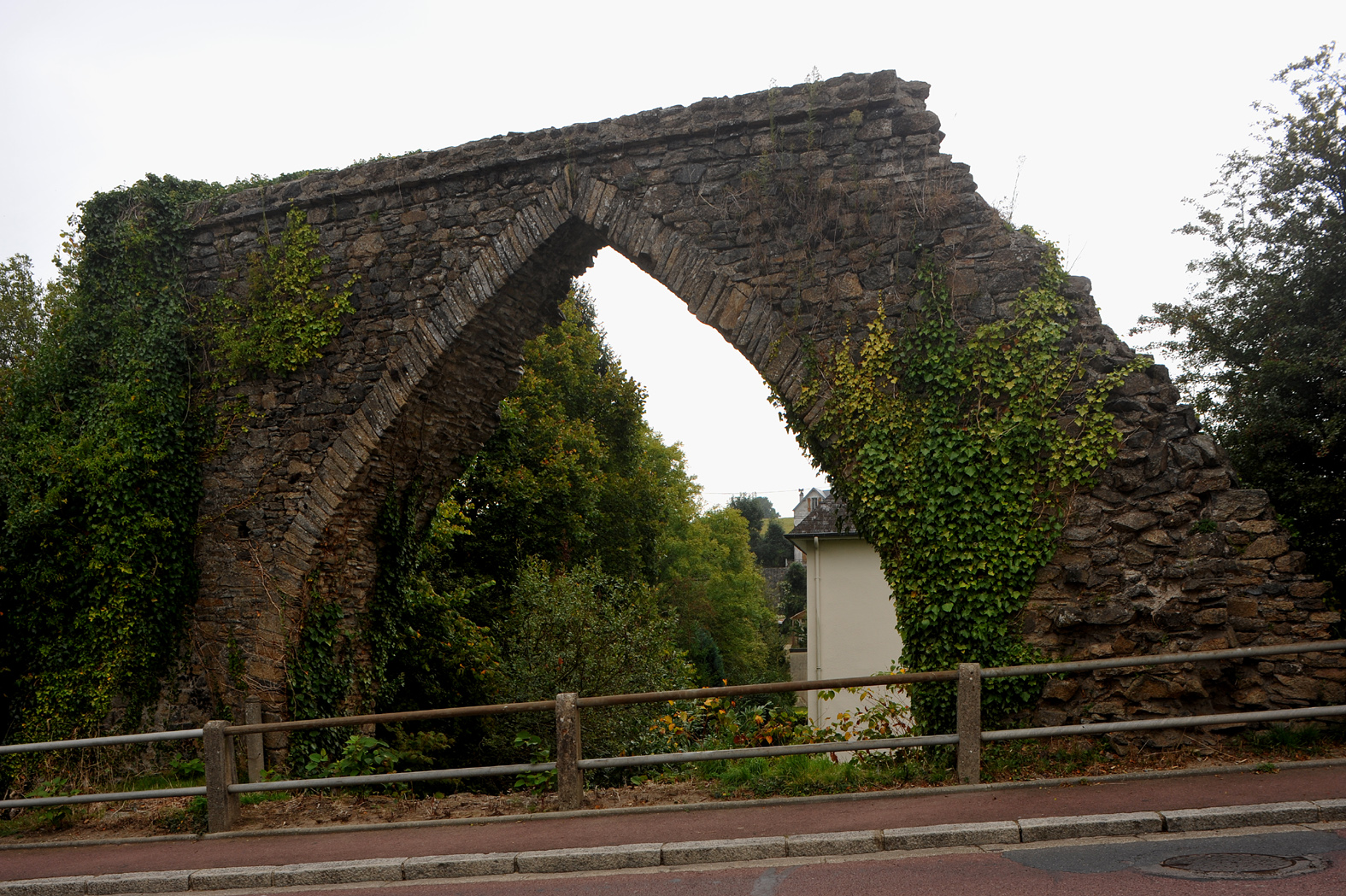
北側の尖頭アーチ部分